# Grabkugel

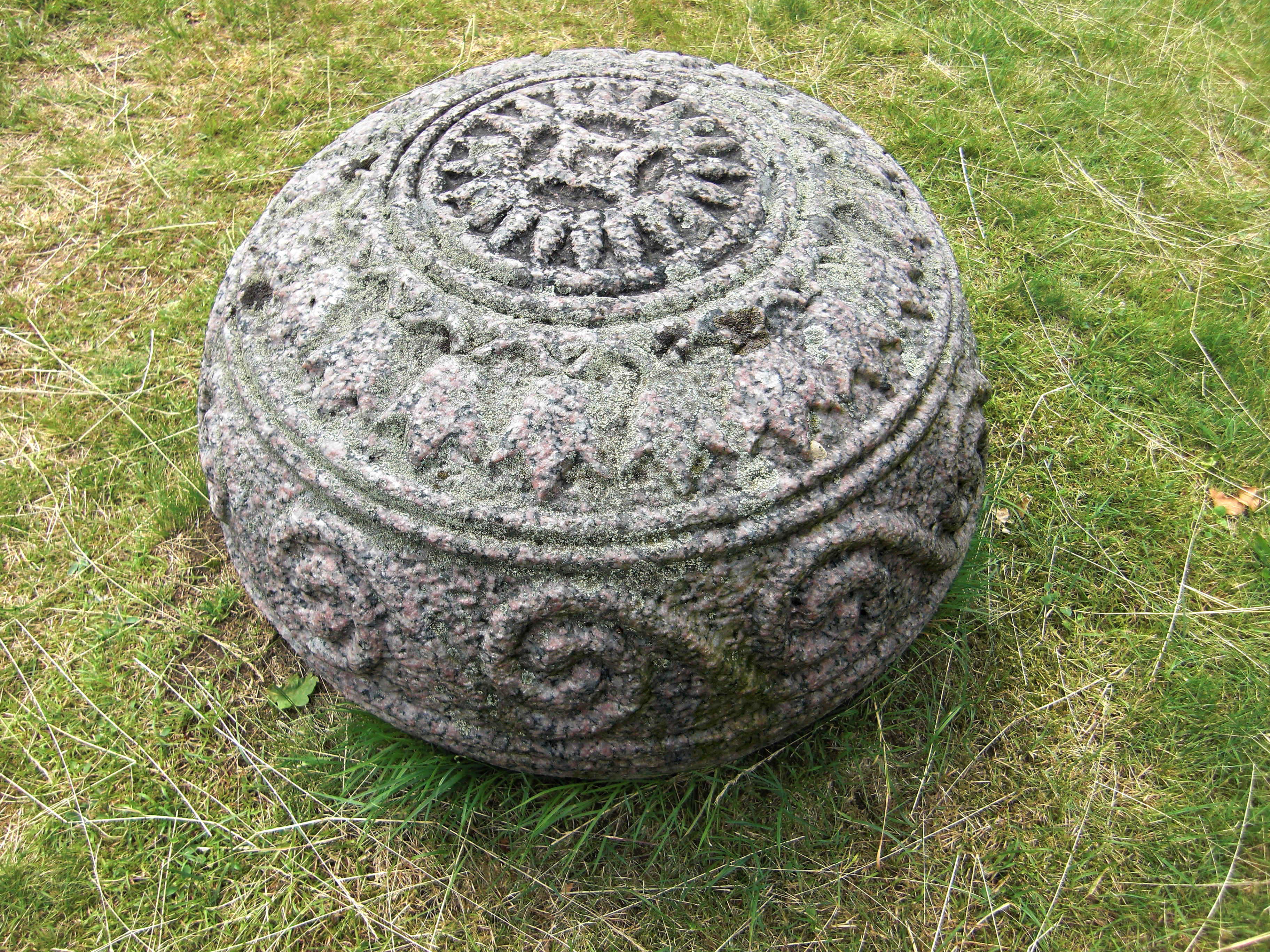
Eine moderne Grabkugel liegt auf dem Gräberfeld Inglinge hög

Eine Grabkugel (schwedisch Gravklot, Grav orb oder Stenklot) ist eine als Grabmal verwendete zumeist abgeflachte Steinkugel. Sie ist eine Besonderheit der nordischen Eisen- und Wikingerzeit.

## Fundorte
Einige Grabkugeln waren bemalt, andere mit Steinritzungen versehen und einige wenige tragen Runeninschriften. Die Grabkugeln bestehen aus Hartgesteinen.
Ihr Vorkommen konzentriert sich vor allem auf Gotland und das schwedische Festland. Einige fanden sich auch auf den Ålandinseln, in der Region Österbotten in Finnland und in Norwegen (Gräberfeld von Istrehågan). Etwa 80 Grabkugeln stammen aus den Landschaften um den Mälaren, aus dem südlichen Norrland (Härnösand bei Sundsvall), aus Närke und Småland. Sie liegen auf Grabhügeln, innerhalb runder Steinsetzungen oder auf Steinkisten; heute allerdings zumeist in Kirchen (z. B. in der Tumbo Kirka).
Die größte Grabkugel Schwedens befindet sich auf der Insel Gotland, am Rand der Straße 143, nahe dem Abzweig nach Halla. Sie hat etwas mehr als einen Meter Durchmesser und gehört zum Gräberfeld von Broa auf der gegenüberliegenden Straßenseite.

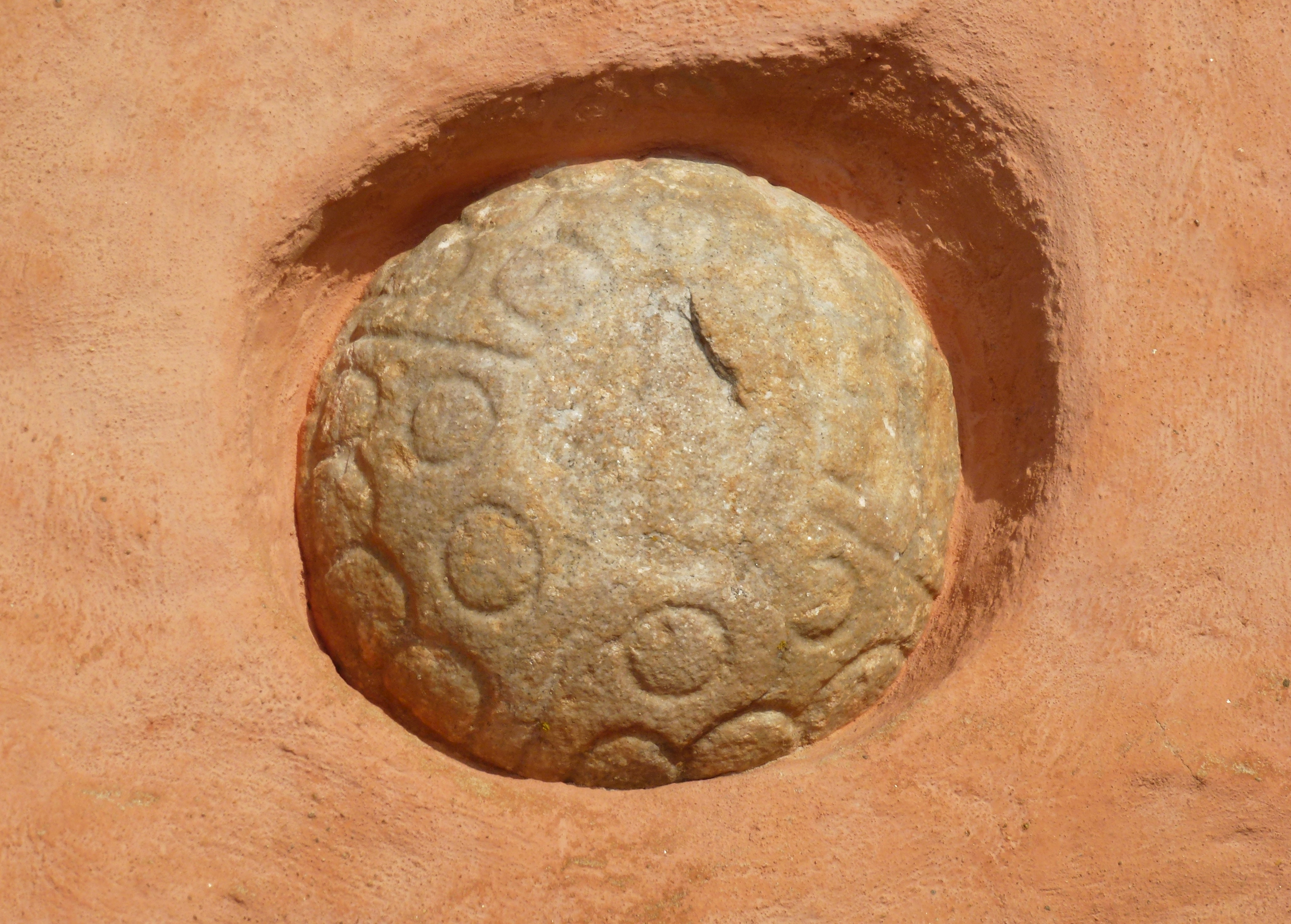
Grabkugel in der Wand der Toresunds kyrka

 In die Wand der Toresunds kyrka wurde eine Grabkugel eingebaut.
Besonderheiten
Mitten in einer 40 m großen, runden und gut gebauten Steinsetzung des eisenzeitlichen Gräberfeldes bei Folkeslunda/Länglöt auf Öland liegt ein in einer Gletschermühle vollkommen rund geschliffener, etwa neun Tonnen schwerer Granitblock. Diese gewaltige Kugel ist keine Grabkugel im eigentlichen Sinne. Sie war aber wie die übrigen Kugeln über einem Frauengrab der Eisenzeit niedergelegt.
Eine neuzeitliche Kopie stellt die abgeflachte Kugel (siehe obige Abbildung) dar, die auf dem sechs Meter hohen Inglinge Hög (Hügel), dem mit 37 m Durchmesser größten Grabhügel Smålands, am Ortsrand von Ingelstad im Kirchspiel Östra Torsäs liegt.

## Deutung
Die Mehrheit der Geschichtswissenschaftler sieht die Grabkugel als Symbol des weiblichen Geschlechtsorgans. Es gibt neben den kugelförmigen Grabkugeln auch Fallossteine (phallusartige Steine), die in Schweden mitunter als Gravklots (Grabkugel) eingeordnet werden. Die Eichel ist bei diesen historischen Steinen durch eine breite Rille abgesetzt.

Grabkugeln
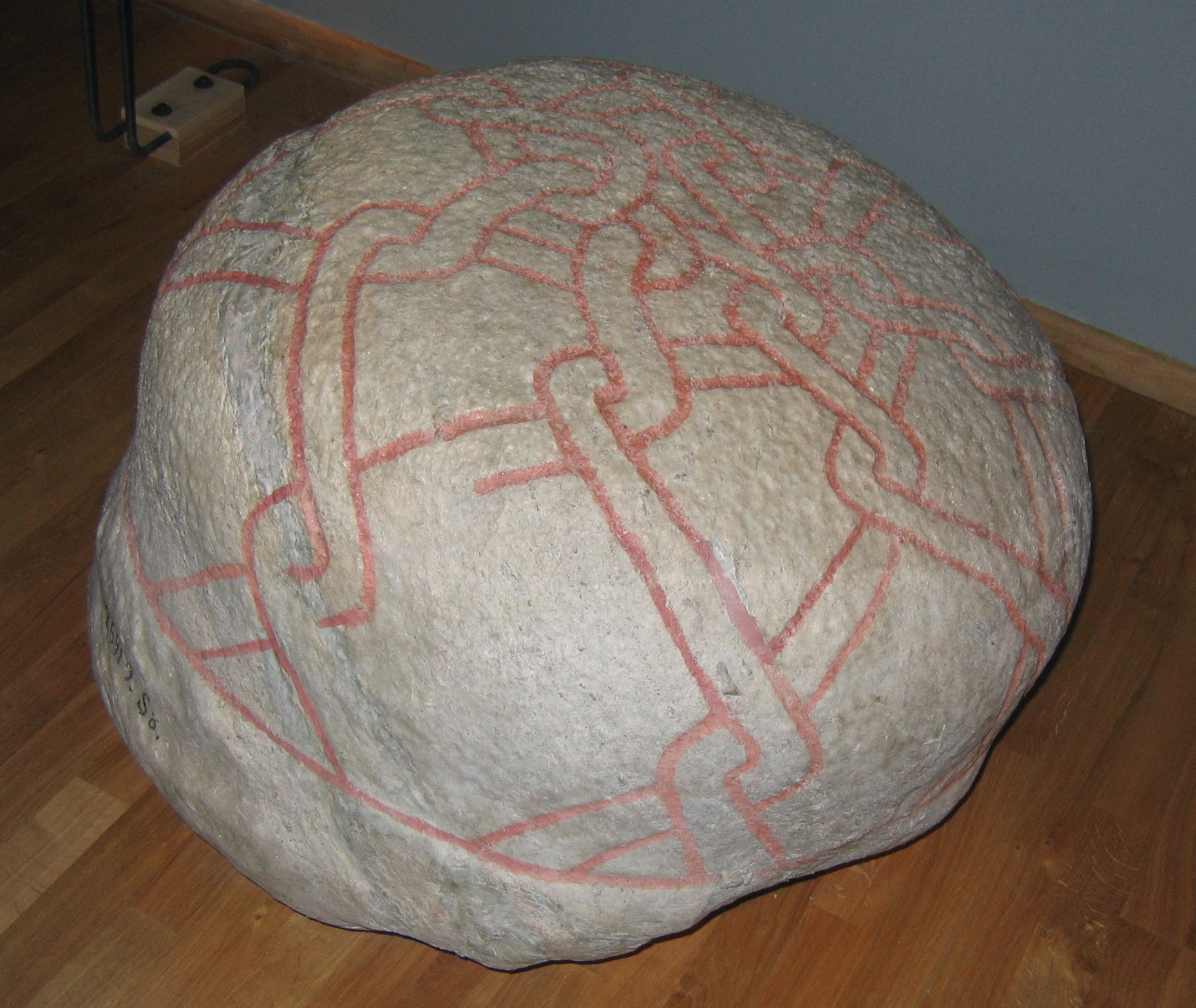
Grabkugel im Staatlichen historischen Museum in Stockholm
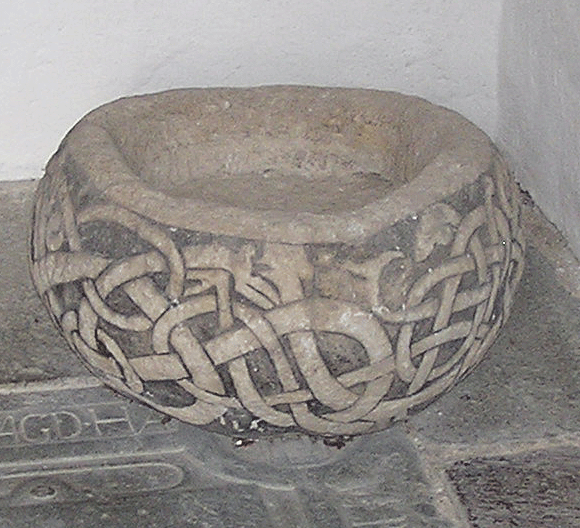
Bearbeitete Grabkugel in der Kirche von Ytterselö
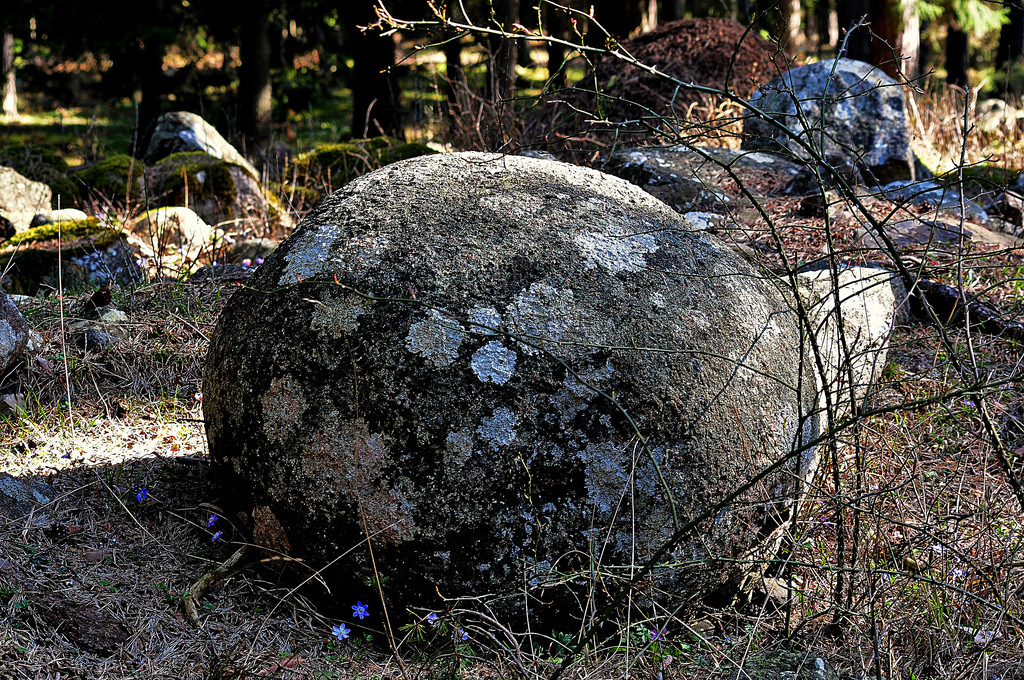
Gravklot von Lilla Bjärs
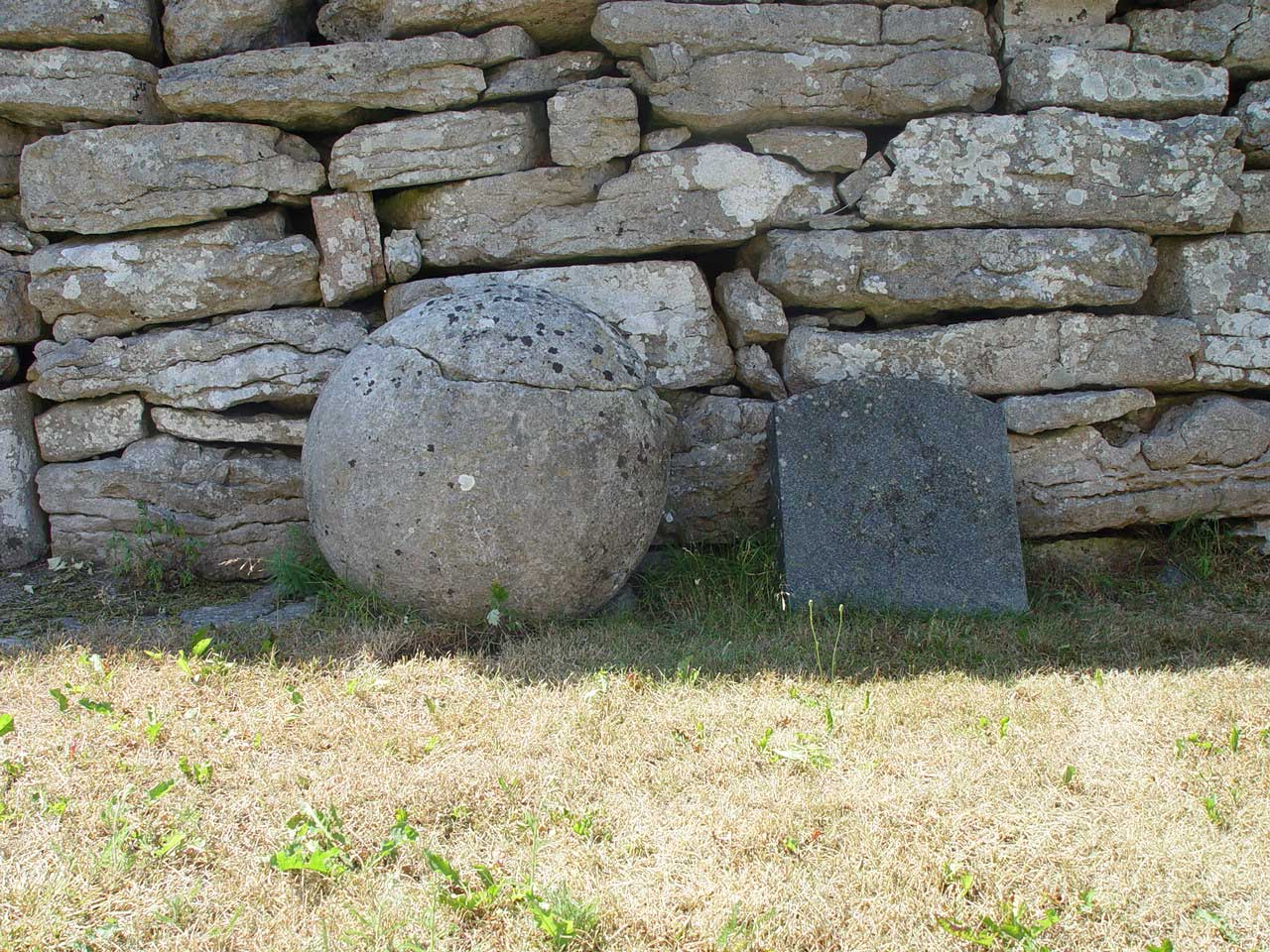
Bro kyrka
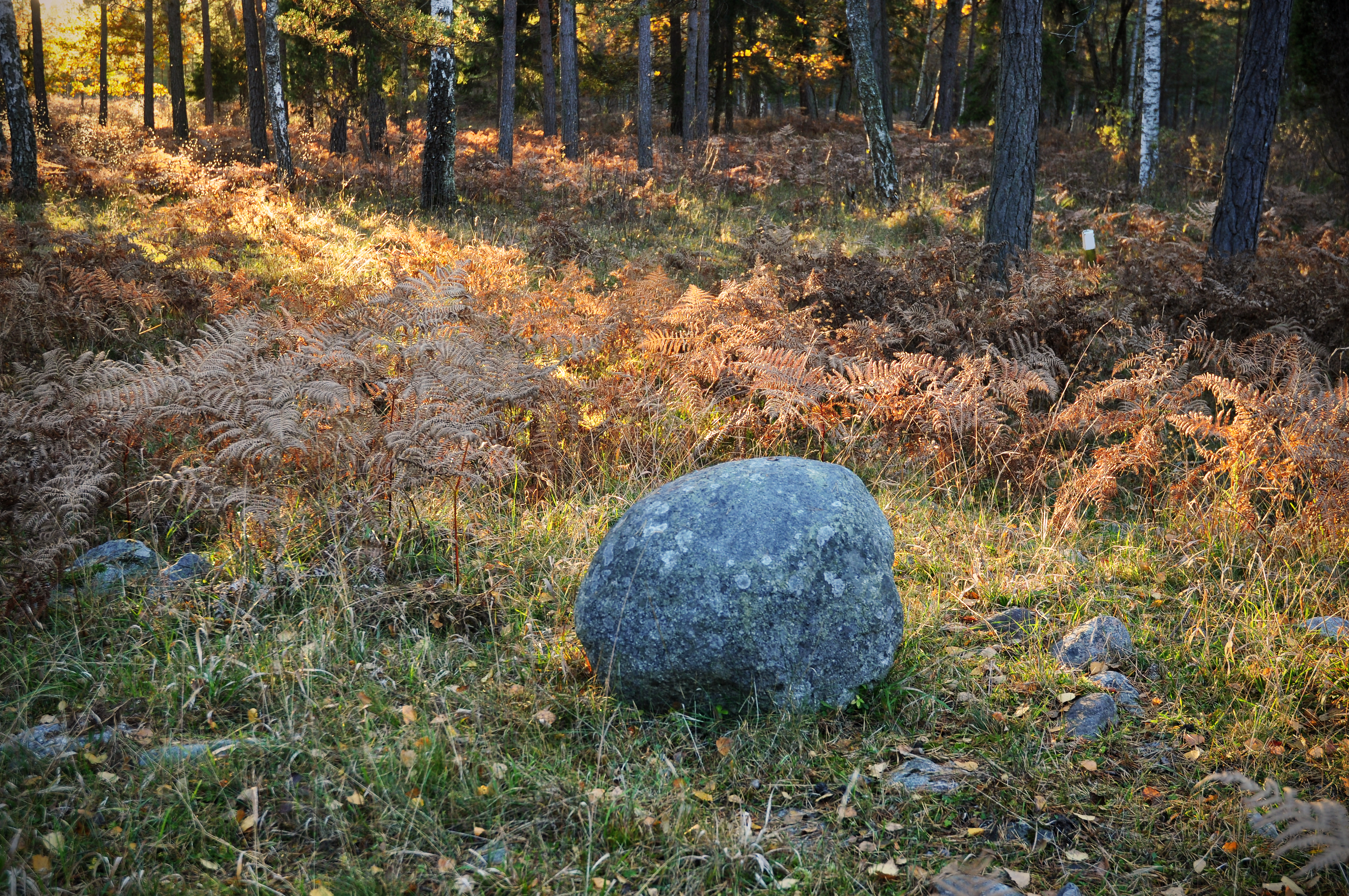
Gräberfeld von Sälle
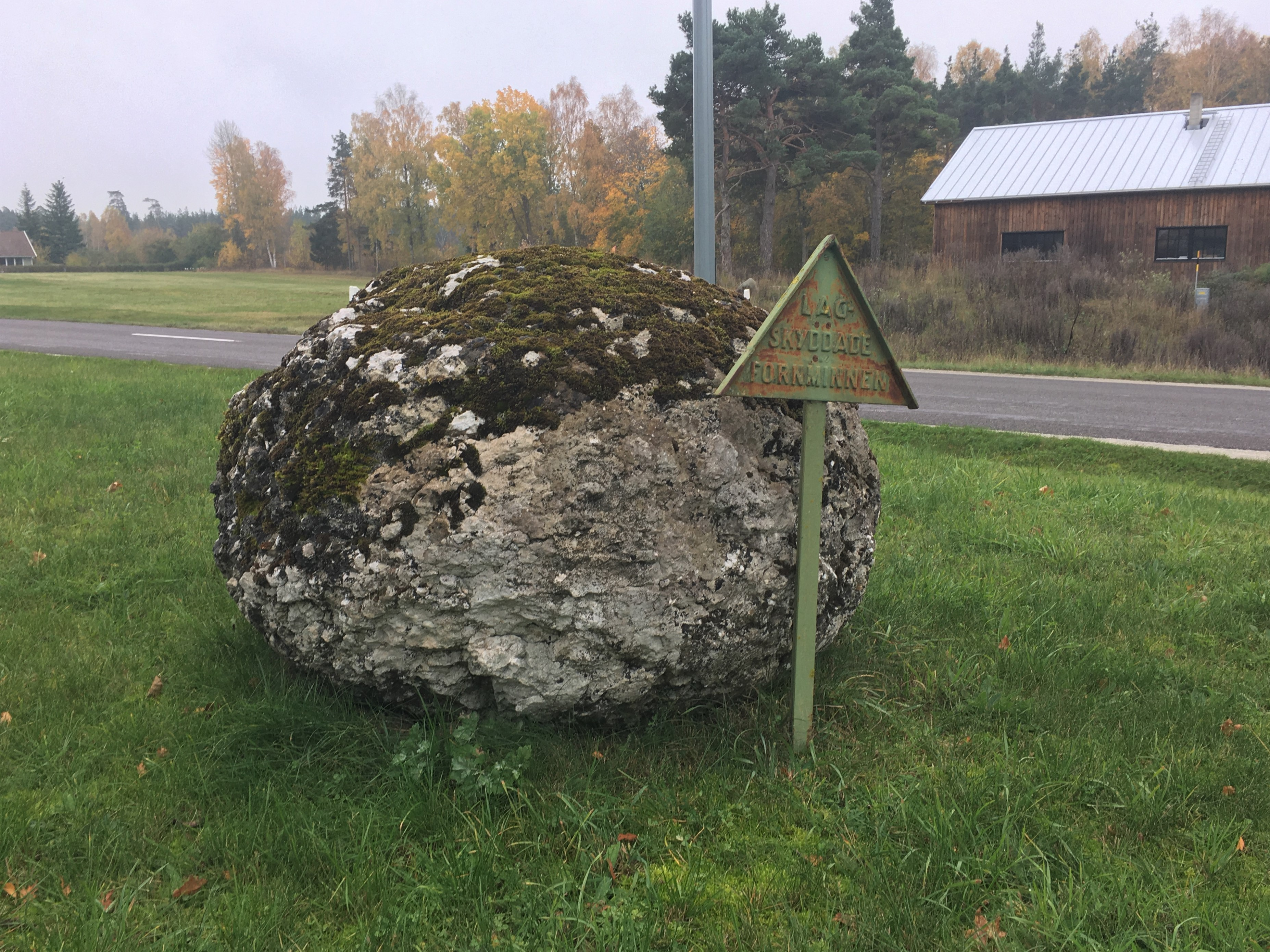
Grabkugel von Halla